# ريتشارد دانيال رومان
ريتشارد دانيال رومان (بالإنجليزية: Richard Daniel Roman)‏ هو منتج أسطوانات وملحن وموسيقي وكاتب أغاني وشاعر بريطاني، ولد في 16 مارس 1965 في لندن في المملكة المتحدة.